# Ceferino Galán
Ceferino Galán (provincia de Badajoz, 1950 - )  escritor y editor extremeño afincado en Barcelona.  

## Biografía
Desde 1989 edita las publicaciones El Naufraguito y El Mininaufraguito,  publicaciones decanas de los fanzines de lucha y amargura. De ellas, se han publicado más de 100 números y, entre otros galardones, le han proporcionado en 2003 y 2011 el Premio al Mejor Fanzine en el Salón del Cómic de Barcelona.  
Ha realizado también libros de artista, como El libro de la Habana, Vacío, Derroche de rosas, Fascinante, Bestiario, Pan, Las siete miradas ... y libros de poemas y poesía visual como No a cuatro y La verdad no existe (El libro del valor inútil) . 
Ha colaborado con la directora de cine Celia Galán en los cortos Cómo dejé de ser un hombre común e Historia del desierto, este último ganador del 2º Premio a la Cinefondation del Festival de Cannes 2003, así como el mejor corto en los festivales de Los Ángeles, Toronto, Filadelfia, etc. Ha colaborado también con la actriz y directora de teatro Sonia Gómez en su obra Natural 2. Su última participación ha sido en la antología de poemas underground Poesía para bacterias . 
Como escritor también ha publicado libros de poemas y libros de artista. 

## Obras

### Poesía
- No a cuatro [8]
- Tú primer diccionario ilustrado. 1996.
- Poesía para bacterias, antología de la poesía underground española

### Poesía visual
- La verdad no existe (El libro del valor inútil)

### Libros de artista
- Pan
- Las siete miradas
- Dame tela
- Babhel
- Signos
- 20 impresentables
- Blanco
- 20 formas de Galán/20 formas de Galán
- Derroche de rosas
- Memoria 1988
- El libro de La Habana
- Bestiario
- Vacío
- Fascinante